# باشگاه فوتبال روساریو سنترال
باشگاه فوتبال روساریو سنترال (به اسپانیایی: Rosario Central) یک باشگاه فوتبال در شهر روزاریو، سانتا فه، آرژانتین است.
این باشگاه در سال ۱۸۸۹ میلادی تأسیس شده‌است و سابقه چهار قهرمانی در دسته برتر فوتبال آرژانتین را دارد.

## نگارخانه

## افتخارات
- دسته برتر فوتبال آرژانتین (۴): ۱۹۷۱، ۱۹۷۳، ۱۹۸۰، ۱۹۸۶–۸۷